# Gray Hawks
Gray Hawks ist ein US-amerikanischer Theater- und Filmschauspieler sowie Synchronsprecher.

## Leben
1996 zog Hawks nach Wilmington, wo er sich einem dortigen Theater anschloss. Über ein Jahrzehnt spielte er in verschiedenen Bühnenstücken, von Interpretationen von Shakespeare-Stücken bis hin zu Musicals. Ab dem Beginn der 2010er Jahre erfolgten erste Tätigkeiten in Fernseh- und Filmproduktionen. 2012 war er in der Low-Budget-Produktion American Warships in der Rolle des Communications Officer Wexler zu sehen. Im selben Jahr hatte er außerdem eine Rolle im Film Ein tolles Leben inne. Im Folgejahr verkörperte er in Apocalypse Earth die Rolle des Androiden TIM. Es folgten Serienrollen in Sleepy Hollow, Reckless und The Inspectors. Weiterhin spielte er auch in Kurzfilmen. 2021 war er in der Fernsehserie Delilah in der Rolle des Win zu sehen.

## Filmografie (Auswahl)

### Schauspiel
- 2012: The Screw
- 2012: American Warships
- 2012: Ein tolles Leben (Arthur Newman)
- 2012: Local Work
- 2013: Red Handed (Kurzfilm)
- 2013: All You Can Eat (Kurzfilm)
- 2013: Apocalypse Earth (AE: Apocalypse Earth)
- 2014: Sleepy Hollow (Fernsehserie, Episode 1x11)
- 2014: Reckless (Fernsehserie, 2 Episoden)
- 2016: The Inspectors (Fernsehserie, Episode 1x14)
- 2016: Resilience (Kurzfilm)
- 2016: Madam Massacre’s Quiet Evening at Home
- 2017: Mercy Street (Fernsehserie, Episode 2x06)
- 2017: Vorstadtkiller – Bei Mord hört die Ehe auf (Secrets in Suburbia, Fernsehfilm)
- 2017: Recital (Kurzfilm)
- 2017: Tatort Sumpf (Swamp Murders, Fernsehdokuserie, Episode 5x01)
- 2017: Cézanne
- 2018: Dance of the Coin (Kurzfilm)
- 2019: When We Last Spoke
- 2019: Your Pretty Face Is Going to Hell (Fernsehserie, Episode 4x03)
- 2020: Outer Banks (Fernsehserie, Episode 1x08)
- 2021: Delilah (Fernsehserie, 7 Episoden)

### Synchronisation
- 1996: Shinesman (Tokumu sentai Shinesman/特務戦隊シャインズマン, Zeichentrickserie)